# Peter Farrelly
Pour les articles homonymes, voir Farrelly et Frères Farrelly.
Peter Farrelly, né le 17 décembre 1956 à Phoenixville (Pennsylvanie), est un réalisateur, scénariste, producteur et romancier américain. Son frère Bobby est également réalisateur et scénariste. Avant leurs carrières en solo, ils étaient souvent désignés sous le nom des frères Farrelly.

## Biographie

### Carrière
Au milieu des années 1990, Peter et son frère Bobby débutent en participant à l'écriture de l'épisode 10 de la saison 4 de la série télévisée Seinfeld, intitulé "The Virgin (en) et diffusé en 1992. Ensuite, ils écrivent, réalisent et produisent leur premier long métrage Dumb and Dumber. Sorti en 1994, cette comédie avec Jim Carrey et Jeff Daniels rencontre un immense succès au box-office mondial avec près de 250 millions de dollars récoltés. Ils enchainent avec Strike, sorti en 1996. Situé dans l'univers du bowling, il s'agit d'une nouvelle comédie, cette fois avec Woody Harrelson, Randy Quaid, Vanessa Angel et Bill Murray. Contrairement à leur premier film, celui-ci ne rencontre pas le succès commercial. Les deux frères vont cependant renouer avec le succès avec leur comédie suivante, Mary à tout prix, sortie en 1998. Le film avec Ben Stiller et Cameron Diaz récoltent 369 884 651 $ dans le monde. Ils participent ensuite à la production et à l'écriture de Les Années lycée (1999) de Michael Corrente.
Les frères Farrelly retrouvent ensuite Jim Carrey pour la comédie noire Fous d'Irène (2000), qui totalisent 149 270 999 $ dans le monde. Ils réalisent ensuite Osmosis Jones (2001), qui mélange prises de vues réelles et animation. La même sort également L'Amour extra-large, avec Gwyneth Paltrow et Jack Black. Le film récolte plus de 140 millions de dollars dans le monde.
Peter et Bobby enchainent avec Deux en un (2003), avec Matt Damon et Greg Kinnear. Le film ne répond pas aux attentes côté box-office. Ils adaptent ensuite le roman Carton jaune de Nick Hornby dans Terrain d'entente (2005). Leur film suivant, Les Femmes de ses rêves (2007), est également une adaptation mais cette fois d'un autre film : Le Brise-cœur (1972) d'Elaine May.
En 2011 sort Bon à tirer (BAT), avec Owen Wilson et Jason Sudeikis. Produit pour un budget de 36 millions, le film en récolte 86 millions au box-office. Les frères Farrelly réalisent ensuite Les Trois Corniauds (2012), qui adapte les aventures de la célèbre troupe Les Trois Stooges. Le film ne récolte que 54 millions de dollars dans le monde.
En 2013, Peter Farrelly coproduit le film à sketches My Movie Project, dont il réalise plusieurs segments. En 2014, les deux frères réalisent Dumb and Dumber De, la suite de leur succès de 1994. C'est un succès aux États-Unis lors de sa sortie le 14 novembre 2014, au point de se propulser en tête du box-office avec 38 millions de dollars de recettes engrangées au démarrage. En dix semaines, il a déjà récolté près de 86 millions de dollars de recettes. À l'international, Dumb and Dumber De engrange 80,9 millions de dollars supplémentaires, portant le total à 166,7 millions de dollars pour les recettes mondiales. Il s'agit de leur dernière réalisation ensemble au cinéma.
Peter Farrelly développe ensuite, avec Bobby Mort, la série télévisée Loudermilk. Elle est diffusée dès 2017 et ce durant trois saisons,.
Peter Farrelly réalise ensuite son premier long métrage en solo, Green Book : Sur les routes du Sud. Il s'agit d'un film biographique sur une tournée réalisée dans les États du Sud en 1962 par le pianiste Don Shirley et son chauffeur et garde du corps Tony Vallelonga, dit Tony Lip. Il obtient de nombreuses récompenses, notamment trois Oscars, dont celui du meilleur film.
En 2020, frères Farrelly coécrivent la série The Now, initialement diffusée sur Quibi (en), avec Bill Murray,.
Il réalise ensuite The Greatest Beer Run Ever (2022), adaptation de l'autobiographie du même nom de Joanna Molloy et John "Chickie" Donohue et centrée sur la vie de John "Chickie" Donohue, vétéran du corps des Marines, qui a passé plusieurs semaines au Viêt Nam pour aider des soldats au front. Il est incarné par Zac Efron. Le film est présenté en avant-première au festival international du film de Toronto 2022 puis est diffusé sur Apple TV+. Il retrouve l'acteur l'année suivante avec Ricky Stanicky.

## Filmographie
Sauf indication contraire, les informations mentionnées dans cette section peuvent être confirmées par la base de données cinématographiques IMDb,  présente dans la section « Liens externes ».

### Réalisateur
- 1994 : Dumb and Dumber (coréalisé avec Bobby Farrelly)
- 1996 : Strike (Kingpin) (coréalisé avec Bobby Farrelly)
- 1998 : Mary à tout prix (There's Something About Mary) (coréalisé avec Bobby Farrelly)
- 2000 : Fous d'Irène (Me, Myself & Irene) (coréalisé avec Bobby Farrelly)
- 2001 : Osmosis Jones (coréalisé avec Bobby Farrelly)
- 2001 : L'Amour extra-large (Shallow Hal) (coréalisé avec Bobby Farrelly)
- 2003 : Deux en un (Stuck On You) (coréalisé avec Bobby Farrelly)
- 2003 : Blitt Happens (TV) (coréalisé avec Bobby Farrelly)
- 2005 : Terrain d'entente (Fever Pitch) (coréalisé avec Bobby Farrelly)
- 2007 : Les Femmes de ses rêves (The Heartbreak Kid) (coréalisé avec Bobby Farrelly)
- 2011 : Bon à tirer (BAT) (Hall Pass) (coréalisé avec Bobby Farrelly)
- 2012 : Les Trois Corniauds  (The Three Stooges) (coréalisé avec Bobby Farrelly)
- 2013 : My Movie Project (Movie 43) - segment The Pitch
- 2014 : Dumb and Dumber De (Dumb and Dumber To) (coréalisé avec Bobby Farrelly)
- 2018 : Green Book : Sur les routes du Sud (Green Book)
- 2022 : The Greatest Beer Run Ever
- 2024 : Ricky Stanicky
- prochainement : Balls Up

### Scénariste
- 1987 : Paul Reiser: Out on a Whim (TV)
- 1992 : Seinfeld (série TV) - saison 4, épisode 10
- 1994 : Dumb and Dumber
- 1998 : Mary à tout prix (There's Something About Mary)
- 1999 : Les Années lycée (Outside Providence) de Michael Corrente (adaptation de son propre roman)
- 2000 : Fous d'Irène (Me, Myself & Irene)
- 2001 : L'Amour extra-large (Shallow Hal)
- 2003 : Deux en un (Stuck On You)
- 2003 : Blitt Happens (TV)
- 2007 : Les Femmes de ses rêves (The Heartbreak Kid)
- 2011 : Bon à tirer (BAT) (Hall Pass)
- 2012 : Les Trois Corniauds  (The Three Stooges)
- 2014 : Dumb and Dumber De (Dumb and Dumber To)
- 2017-présent : Loudermilk (série TV) (créateur)
- 2018 : Green Book : Sur les routes du Sud (Green Book) de lui-même
- 2024 : Ricky Stanicky de lui-même
- 2024 : Dear Santa de Bobby Farrelly

### Producteur / producteur délégué
- 1994 : Dumb and Dumber des frères Farrelly
- 1998 : Mary à tout prix (There's Something About Mary)
- 2000 : Fous d'Irène (Me, Myself & Irene) des frères Farrelly
- 2001 : Trop, c'est trop ! (Say It Isn't So) de J. B. Rogers
- 2001 : L'Amour extra-large (Shallow Hal) des frères Farrelly
- 2001 : Osmosis Jones des frères Farrelly
- 2003 : Deux en un (Stuck On You) des frères Farrelly
- 2005 : The Ringer de Barry W. Blaustein
- 2011 : Bon à tirer (BAT) (Hall Pass) des frères Farrelly
- 2012 : Les Trois Corniauds  (The Three Stooges) des frères Farrelly
- 2013 : My Movie Project (Movie 43) - segment The Pitch
- 2014 : Dumb and Dumber De (Dumb and Dumber To) des frères Farrelly
- 2017 : Chaudes nuits d'été (Hot Summer Nights) d'Elijah Bynum
- 2018 : Green Book : Sur les routes du Sud (Green Book) de lui-même
- 2021 : The Now (série TV)
- 2023 : Lucky Hank (série TV)
- 2024 : Dear Santa de Bobby Farrelly

## Roman
- 1988 : Outside Providence

## Distinctions
- Golden Globes 2019 : Meilleur scénario pour Green Book
- Oscars 2019 : Oscar du meilleur scénario original pour Green Book